# اوبرن (داکوتای شمالی)
اوبرن(به انگلیسی: Auburn) شهری در ایالت داکوتای شمالی کشور ایالات متحده آمریکا است که جمعیت آن در سرشماری سال ۲۰۱۰ میلادی، ۴۸ نفر بوده‌است.